# Diaparsis moesta
Diaparsis moesta är en stekelart som först beskrevs av Holmgren 1868.  Diaparsis moesta ingår i släktet Diaparsis och familjen brokparasitsteklar. Inga underarter finns listade i Catalogue of Life.